# Cephaloleia ochra
Cephaloleia ochra  (лат.) — вид жуков-листоедов рода Cephaloleia из подсемейства Cassidinae. Неотропика.

## Распространение
Южная Америка, Эквадор.

## Описание
Среднего размера жуки-листоеды (до 7 мм) с узким вытянутым телом (длина надкрылий около 5 мм). Основная окраска желтовато-охристая. Скутеллюм пятиугольный. Пронотум поперечный. Усики 11-члениковые, нитевидные; ротовые части не выступающие вперёд; надкрылья субпараллельные; тело не цилиндрическое; апикальные края пронотума усечённые или слабо округлённые в средней части; основание надкрылий без киля; последние три абдоминальных стернита не волосатые; ноги короткие. Питаются листьями растений. Впервые описан в 2014 году американским колеоптерологом Чарльзом Стейнсом (Charles L. Staines; Department of Entomology, National Museum of Natural History, Смитсоновский институт, Вашингтон, США) и мексиканским энтомологом Карлосом Гарсиа-Робледо (Carlos García-Robledo; Departamento de Interacciones Multitróficas, Instituto de Ecología, Халапа-Энрикес, штат Веракрус, Мексика). Видовое название происходит от латинского слова ochrus (желтоватый) по признаку окраски. От близких видов Cephaloleia apicicornis, Cephaloleia corallina, Cephaloleia halli, Cephaloleia proxima отличается строением усиков, равными по длине 2 и 4 антенномерам и пронотумом без поперечного базального вдавления.